# Битва при Дьєнб'єнфу
Битва при Дьєнб'єнфу — битва між французькою армією і силами В'єтміню, яка відбулась у березні-травні 1954 року. Вважається вирішальним боєм Першої Індокитайської війни.

## Передісторія

### Загроза в'єтнамськими силами
До початку чергової військової кампанії війська В'єтміню створили загрозу прориву в Лаос, який французи зобов'язані були захистити за будь-яку ціну, інакше репутація колоніальної держави виявилася б підірваною. Тим паче у попередні періоди «північні в'єтнамці» вже показали, що можуть виставити на цьому напрямку значні сили, яким гарнізони в Лаосі нічого не могли протиставити.

### Розв'язання проблеми французькими силами

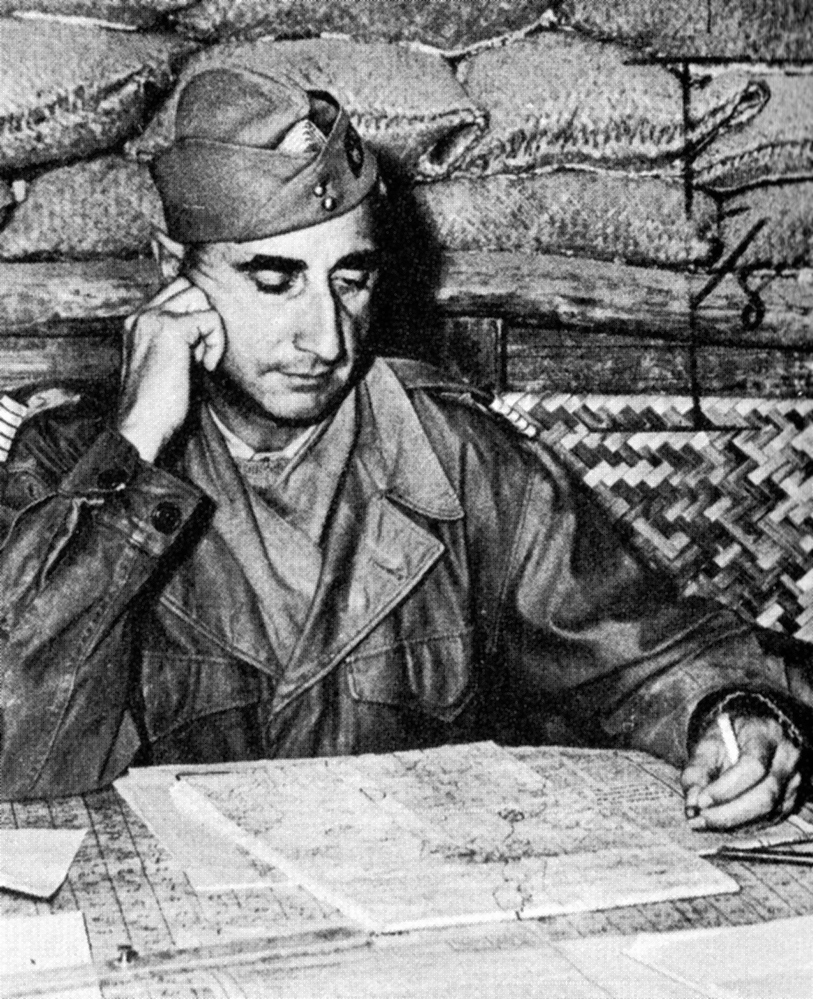
Полковник Крістіан де Кастрі, французький командувач у Дьєнб'єнфу.

Для запобігання цієї загрози французьким командуванням було прийнято рішення про створення в безпосередній близькості від кордону з Лаосом ударного угруповання, яке могло б оперативно перехоплювати загони В'єтміню. У селі Дьєнб'єнфу, на віддалі від основних сил, була створена база цього з'єднання, але, як з'ясувалося пізніше, це стало фатальним стратегічним прорахунком полковника Крістіана де Кастрі і його безпосереднього начальника, командира французьких військ у регіоні.
Французькі підрозділи зайняли рівнину близько 3 на 16 км, оточену високими пагорбами, порослими густим лісом. Очолював наступ в'єтнамський генерал Во Нгуен Зіап. Він протягом місяця таємно зосереджував на цих висотах своє угруповання, яке налічувало близько 50 000 бійців. Усупереч думці французів, в'єтнамцям вдалося доставити на схили Дьєнб'єнфу важку артилерію і достатню кількість снарядів. З точки зору організації комунікацій, попри повну відсутність у даному районі доріг і техніки, в'єтнамці виконали блискучу роботу. 13 березня кільце замкнулося. Зв'язок з «великою землею» здійснювався тільки повітрям, але незабаром єдина злітно-посадкова смуга була зруйнована гарматним вогнем. Всі підкріплення та постачання тепер велися тільки шляхом скидання на парашутах.
Спроби французів зміцнити гарнізон і налагодити постачання за допомогою парашутних десантів провалилася. Батареї в'єтнамських зенітних гармат зуміли збити або пошкодити 169 літаків — майже половину французької авіації. Французи десантували у табір батальйон за батальйоном, хоча було ясно, що бій програно. Вантажним літакам довелося літати вище, і точність десантування знизилася. Багато що призначене для французької армії — пайки, боєприпаси, в одному випадку навіть важлива розвідувальна інформація — потрапляло на території В'єтміню.

## Хід битви

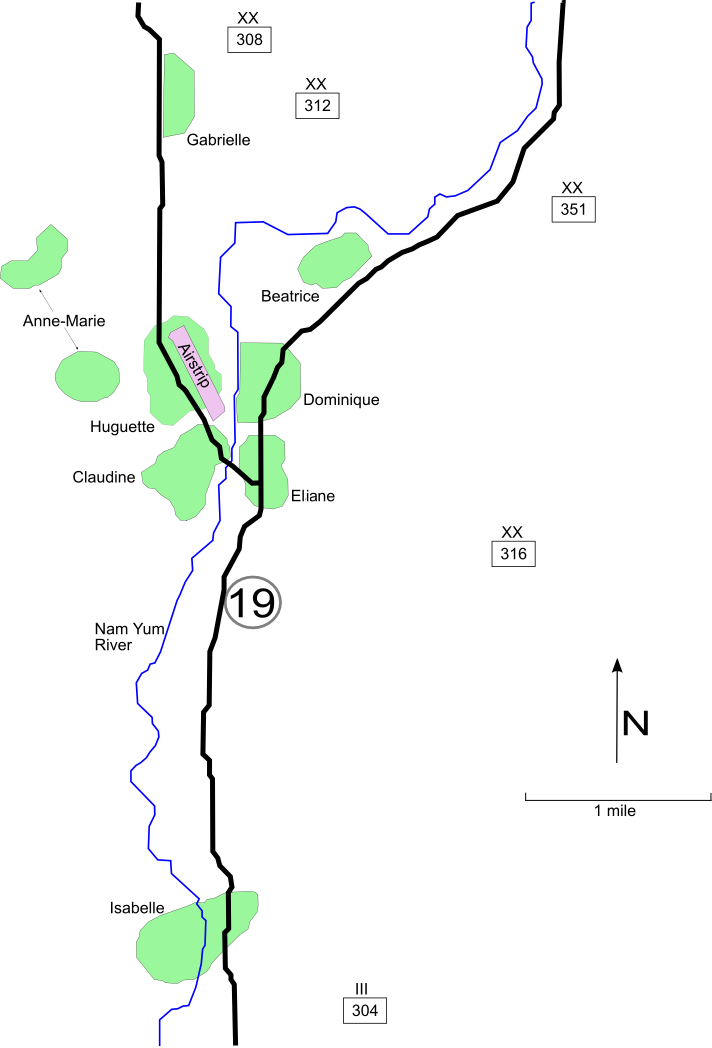
Карта Дьєнб'єнфу

Чотири ключові позиції французьких військ у Дьєнб'єнфу, березень 1954

Двічі В'єтмінь робив спроби атак на позиції французів, які відчайдушно чинили опір, розуміючи, що відступати їм можна тільки у джунглі, що кишать партизанами. На довершення всіх бід почалися затяжні дощі, які перетворили окопи у болото. В'єтнамцям, попри важкі втрати, вдалося взяти три укріплені позиції на півночі оборони французів, і, хоча одну з них ті у результаті контратаки, підтриманої легкими танками, відбили, стало ясно, що ці рубежі не втримати. Після стиснення кільця ситуація для солдатів де Кастрі стала загрозливою: тепер прострілювалося практично все село.
Бої за основні оборонні позиції обернулися для в'єтнамців величезними втратами, почалося дезертирство. Але ідеологічна робота у рядах В'єтміню була поставлена на вищому рівні, і частини комуністів перейшли у вирішальний наступ. Після втрати флангових укріплень, які в'єтнамці завалили тілами своїх і чужих бійців, доля французького гарнізону була вирішена наперед: угруповання французьких військ через складнощі з постачанням і погіршенням тактичного положення опинилася у програшному положенні. Бої на півдні долини були жестом відчаю і велися не для чинення опору, а для прориву у джунглі.
7 травня 1954 року битва при Дьєнб'єнфу була закінчена. 11 000 французів потрапили в полон. Всіх в'єтнамців, що служили французам, комуністи розстріляли. Легіонерів з країн Східної Європи відправили до СРСР, де вони безслідно зникли. Решта сотнями помирали від ран, голоду, тропічної гарячки і укусів змій. Додому повернулося тільки 4 тисячі з 11.
З 50 000 в'єтнамців, які стояли в облозі французького гарнізону, близько 23 тисяч вибули з ладу, з них близько 8000 осіб загинули.

## Підсумки битви
Хоча втрати в'єтнамських комуністів були у кілька разів вищі ніж у французів, перемога безумовно була на боці генерала Зяпа. І хоча у французів залишалося ще достатньо сил, зосереджених в інших районах В'єтнаму, політичні наслідки цього краху були однозначними: метрополія була шокована, а її громадяни не були готові до настільки великих втрат і до таких ударів по власній гордості.
У липні 1954 року Франція та В'єтмінь підписали Женевські угоди, що поклали кінець цій війні.

## Пам'ять
- У 1984 році до 30-річчя перемоги при Дьєнб'єнфу у центрі міста напроти кладовища в'єтнамських мучеників було відкрито Музей перемоги при Дьєнб'єнфу (англ. Museum of Dien Bien Phu Victory). У ньому виставлені предмети та фотографії, що розповідають про битву при Дьєнб'єнфу та про Індокитайську війну.[1]
- «Дьєнб'єнфу» (фр. Diên Biên Phu; в'єт. Điện Biên Phủ) — французький художній фільм 1992 року, знятий режисером П'єром Шендерфером за активної участі в'єтнамських кінематографістів і в'єтнамської армії.